# Árnafjarðartunnilin
De Árnafjarðartunnilin is een verkeerstunnel op de Faeröer, een eilandengroep die een autonoom gebied vormt binnen het Deense Koninkrijk. De tunnel werd geopend in 1965 en verbindt de plaatsen Ánirnar en Árnafjørður met elkaar. De tunnel heeft een lengte van 1680 meter en is onderdeel van de enige wegverbinding naar de meest oostelijke eilanden van de Norðoyar. Na de Hvalbiartunnilin, is het de oudste tunnel van de Faeröer.